# Sant Kizito
Sant Kizito (1872, Uganda - † 3 de juny de 1886) fou un jove màrtir ugandès. Era patge de la cort del rei Mwanga II, i fou condemnat a morir cremat viu per rebutjar participar en els actes contraris a la moral i a la fe catòlica. És considerat màrtir per l'Església Catòlica i fou canonitzat per Pau VI, la seva festa se celebra el 3 de juny.

## Biografia
Joseph Mukassa, el cap dels patges, convertit al catolicisme pels Missioners d'Àfrica Siméon Lourdel i Léon Livinhac, evangelitzà els seus companys a la cort del rei. El rei Mwanga, molt hostil envers els cristians, feu cremar viu Joseph Mukassa el 1886. Després de la seva mort, molts catecúmens, entre ells Kizito, demanaren el bateig. El 3 de juny del 1886 el rei feu cremar-lo viu juntament amb altres cristians.
Segons el procés de canonització, una de les raons de la ira del rei era el rebuig dels cristians a participar en els actes homosexuals exigits pel rei. El seu martiri provocà moltes conversions, i se'l considera el sant màrtir més jove d'Àfrica.